# Broken Heart
«Broken Heart» es una canción de la banda de rock estadounidense Escape the Fate. Fue su tercer sencillo de su sexto álbum de estudio I Am Human. A partir de julio de 2018, se posicionó en el número 15 en la lista de Billboard Mainstream Rock Songs.

## Antecedentes
La canción se lanzó por primera vez el 16 de enero de 2018, junto con un video lírico que lo acompaña. El sencillo fue una de las cuatro canciones lanzadas antes del lanzamiento de su sexto álbum de estudio, I Am Human, el 30 de marzo de 2018. El video, dirigido por Frankie Nasso, sigue los mismos temas que los temas líricos de la canción, narrando una ruptura emocional y romántica, presentando alternar entre imágenes de la banda tocando y una joven bailando al ritmo de la ducha y preparándose para su día, mientras evita llamadas y mensajes de texto de su expareja romántica.

## Temas y Composición
La canción se describió como sobre cómo superar una ruptura emocional difícil y el alivio que conlleva finalmente poder seguir adelante. Los periodistas describieron su composición en una variedad de formas, incluyendo que tenía una clara influencia pop punk, con los tonos de guitarra, la progresión de acordes, las letras y las melodías vocales que se encuentran comúnmente en el post-hardcore de la década de los 2000.

## Personal
Escape the Fate
- Craig Mabbitt - Voz principal
- Kevin Gruft - Guitarra principal
- TJ Bell - Guitarra rítmica, Bajo
- Robert Ortiz - batería

Producción
- Howard Benson - Producción

## Posicionamiento en lista
| Listas (2018)                          | Mejor posición |
| -------------------------------------- | -------------- |
| Estados Unidos (Mainstream Rock Songs) | 15             |